# Harmonic Meditations
Harmonic Meditations je nahrávka Davida Hykese. Obsahuje tři části, které se liší hudebně i co do záměru. Prvních sedm skladeb jsou samotné Harmonic Meditations, nahrané v takzvané „the Cistern“, což je již dlouho nevyužívaný podzemní vodní rezervoár o objemu 2 miliony galonů, který se nachází v Port Townsendu ve Washingtonu. Tento rezervoár má dozvuk 44 sekund, což ho činí ideálním místem pro zvukové experimenty. Tuto část tvoří čtyři skladby, kde vystupuje David Hykes sólově, další tři pak v triu.
Druhá část nahrávky, skladba The Silent Ground byla nahrána živě ve Winter Garden, proti Newyorskému Ground Zero v listopadu 2002. Tento koncert se konal u příležitosti znovuotevření atria ve Winter Garden, které bylo zničeno při útocích z jedenáctého září.
Třetí část nahrávky tvoří poslední dvě skladby, Times to the True a Special Times Three; jedná se o skladby určené jako hudba k filmu Travellers and Magicians.

## Seznam skladeb
1. "Unity Meditation One" – 7:17
2. "Trio Meditation One" – 5:02
3. "Unity Meditation Two" – 5:38
4. "Trio Meditation Two" – 3:58
5. "Unity Meditation Three" – 6.27
6. "Trio Meditation Three" – 3:10
7. "Unity Meditations Four" – 10:01
8. "The Silent Ground" – 20:48
9. "Times to the True" – 3:39
10. "Special Times Three" – 5:09

## Hudebníci
- David Hykes – zpěv, umělecká režie
- Timothy Hill – zpěv (8.)
- Seth Markel – zpěv (8.)
- Stéphane Gallet – zpěv (8.)
- Andreas Konvicka – zpěv (8.)
- Robert Mann – perkuse (8.)
- Joel Bluestein – zpěv (2., 4., 6., 8.)
- Mickey Gibson – zpěv (2., 4., 6.)
- Peter Biffin – dobro (9., 10.)
- Tony Lewis – perkuse (9.)
- Bruno Caillat – perkuse (10.)